# تاريخ فلسطين الحديث (كتاب)
تاريخ فلسطين الحديث هو كتاب ألفه المؤرخ الفلسطيني الدكتور عبد الوهاب الكيالي، وهو من مواليد يافا عام 1939، جمع في الكتاب معلوماتٍ شاملة عن تاريخ وحالة كافة المناطق الفلسطينية.

## التاريخ
- يوصف كتاب تاريخ فلسطين الحديث بأنه كتابا تأسيسيا، كونه أول كتاب تصدره المؤسسة العربية للدراسات والنشر سنة 1970.

- قامت الدار بتنقيحه وإضافة فهارس، وأصدرت الطبعة الثانية عشرة 2021 كتاب تاريخ فلسطين الحديث.[2]

## أهمية الكتاب
- يعتبر من المَراجع المُهمة التي توثق معلوماتٍ حول فلسطين وشعبها.[3]

- يقدم دراسة جادة وشاملة لتاريخ فلسطين الحديث.

- لقي هذا الكتاب منذ صدوره حتى الآن، ترحيباً من الأوساط الأكاديمية والوطنية في العالم العربي.

- المنهج العلمي الذى اتبعه المؤلف، والرؤية الواعية والملتزمة، والاستناد إلى المصادر الأولية والوثائق السرية الرسمية البريطانية والصهيونية هي من أهم سمات هذا الكتاب.

- صدر هذا الكتاب أيضا باللغة الإنجليزية، وتمت إعادة طبعه عدة مرات.

- تبنت دور نشر فرنسية وإسبانية وفارسية ترجمته وإصداره الشيء الذي يشهد على مدى أهمية الكتاب مادة وموضوعاً.

- يؤرّخ الحقبة الفلسطينية منذ أواخر القرن التاسع عشر وحتى نهاية ثورة 1936.[4]